# Olcella opposita
Olcella opposita är en tvåvingeart som först beskrevs av Becker 1912.  Olcella opposita ingår i släktet Olcella och familjen fritflugor. Inga underarter finns listade i Catalogue of Life.